# Taycanamo
Taycanamo, más conocido modernamente como Tacaynamo, habría sido el fundador y primer gobernante del Reino Chimú. Según las versiones orales recogidas en las fuentes coloniales, habría llegado por vía marítima a la actual costa norte del Perú. Su historicidad es materia de debate entre los especialistas. A veces es referido por su título de Chimo Cápac.
A pesar de que la documentación colonial escribe <Taycanamo>, la forma más común del antropónimo contemporáneamente es la versión alterada <Tacaynamo> en las publicaciones arqueológicas.

## Origen y llegada al valle de Chimor
De Taycanamo solo se tiene conocimiento gracias a una crónica escrita en 1604, cuyo autor es anónimo, en la que habla de que “No se sabe de dónde hubiese salido él"

## Gobierno
Al parecer reunía poderes tanto políticos como sacerdotales. En la crónica dice que “usaba en sus ceremonias” unos “polvos (amarillos)” y "vestía paños de algodón con que traía cubiertas las partes vergonzosas”. A su llegada se habría empezado a construir la ciudad de Chan Chan, ya que esta ciudad consta de diez palacios, el mismo número que el de los gobernantes Chimú hasta la llegada de los incas, cada una de las cuales habría sido construida por cada uno de los gobernantes. 
Fuera de la crónica citada no se sabe nada más de Taycanamo, hay que señalar además la interesante semejanza con Naymlap, el fundador mítico del Reino Sicán.
| Predecesor: - | Gobernantes chimúes Taycanamo | Sucesor: Guacricur |